# Erland Ström
Erland Fredrik Ström, född 1807 vid Laurvigs järnbruk i Norge, död 1878 i Uppland, var en svensk konstmästare och målare. 
Han var son till mekanikern på Jernkontorets stat, direktören Carl Gustaf Ström, och Mina Moe och gift med Julia Augusta Sophia Adelaïde Möller. Ström var konstmästare vid Dannemora gruvor och utgav med egna illustrationer Underrättelser om Dannemora jernmalms-grufvor 1841 som senare utgavs i fransk översättning. Vid sidan av sitt arbete var han verksam som landskapsmålare där något motiv från Dannemora gruva litograferades i en större upplaga.